# 日本のインド・ネパール料理店

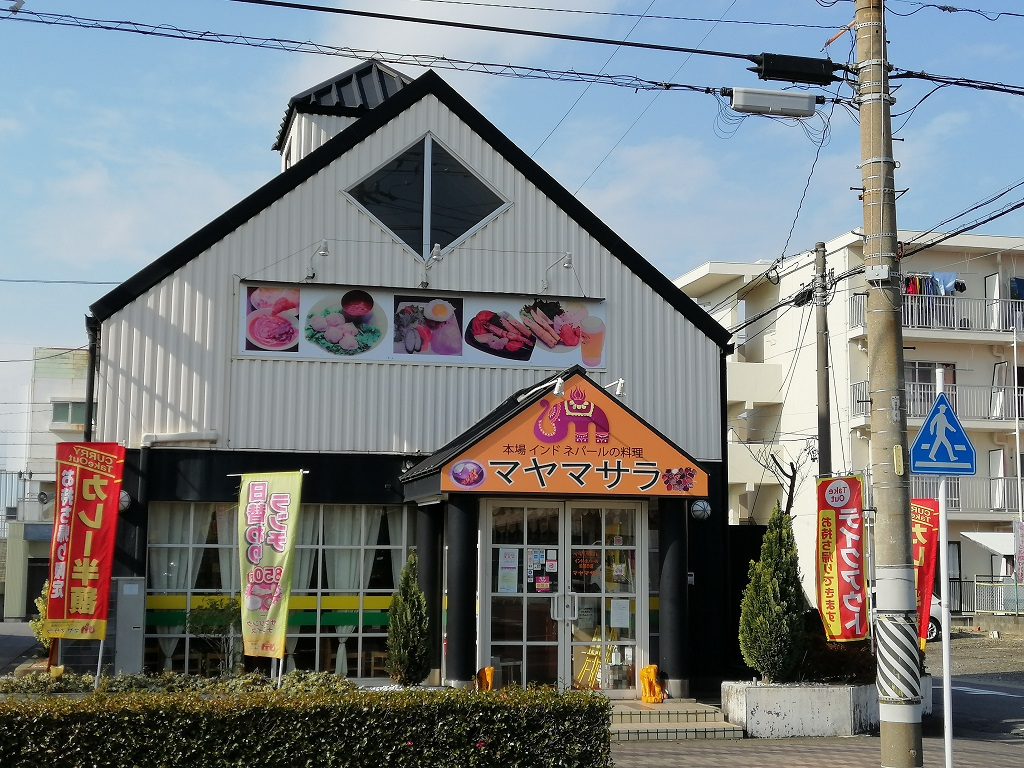
一例（マヤマサラ碧南店、愛知県）
----愛知はインネパ集中地帯の一つとも言われる。

緑色がインド、オレンジ色がネパール

日本のインド・ネパール料理店（にほんのインド・ネパールりょうりてん）通称「インネパ」は、「ネパール人経営のインド料理店」、すなわち在日ネパール人が経営し「カレーとナン」を看板メニューとする料理店を指す。
「インネパ」は主にマニアが使う呼称である。一般には、ネパール人以外の同種の店と区別されず「インド料理店」「インドカレー店」「インドカレー屋さん」などと呼ばれる。
2000年代ごろから全国的に急増した。2024年時点で4000から5000店ほどあると言われる。
「インド人のインド料理店」の亜流に過ぎないとする声もあれば、日本・インド・ネパール三国の文化が合わさって生まれた独自文化とする声もあり、愛好家もいる。

## 特徴

### メニュー

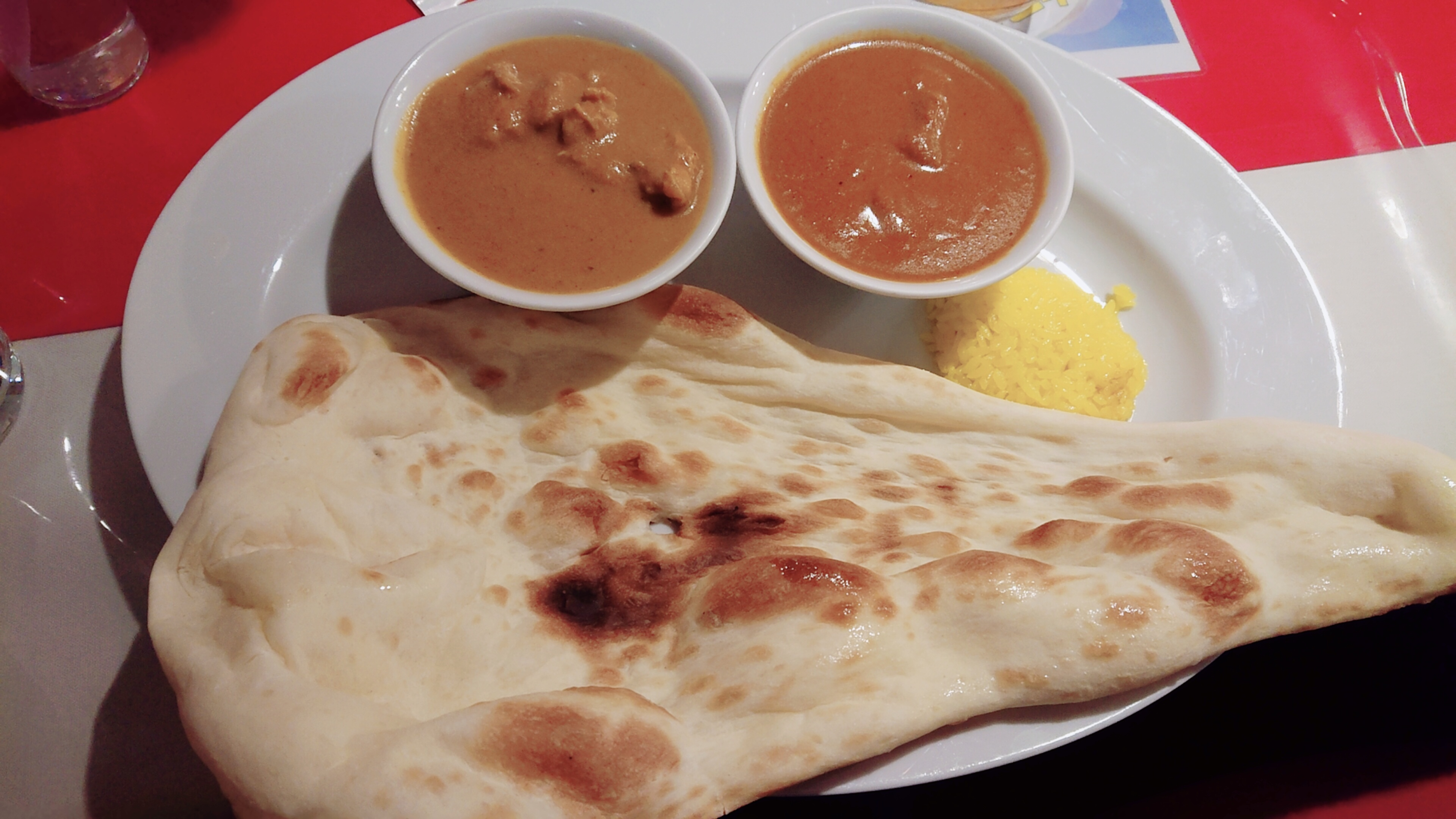
カレーとナンのセット

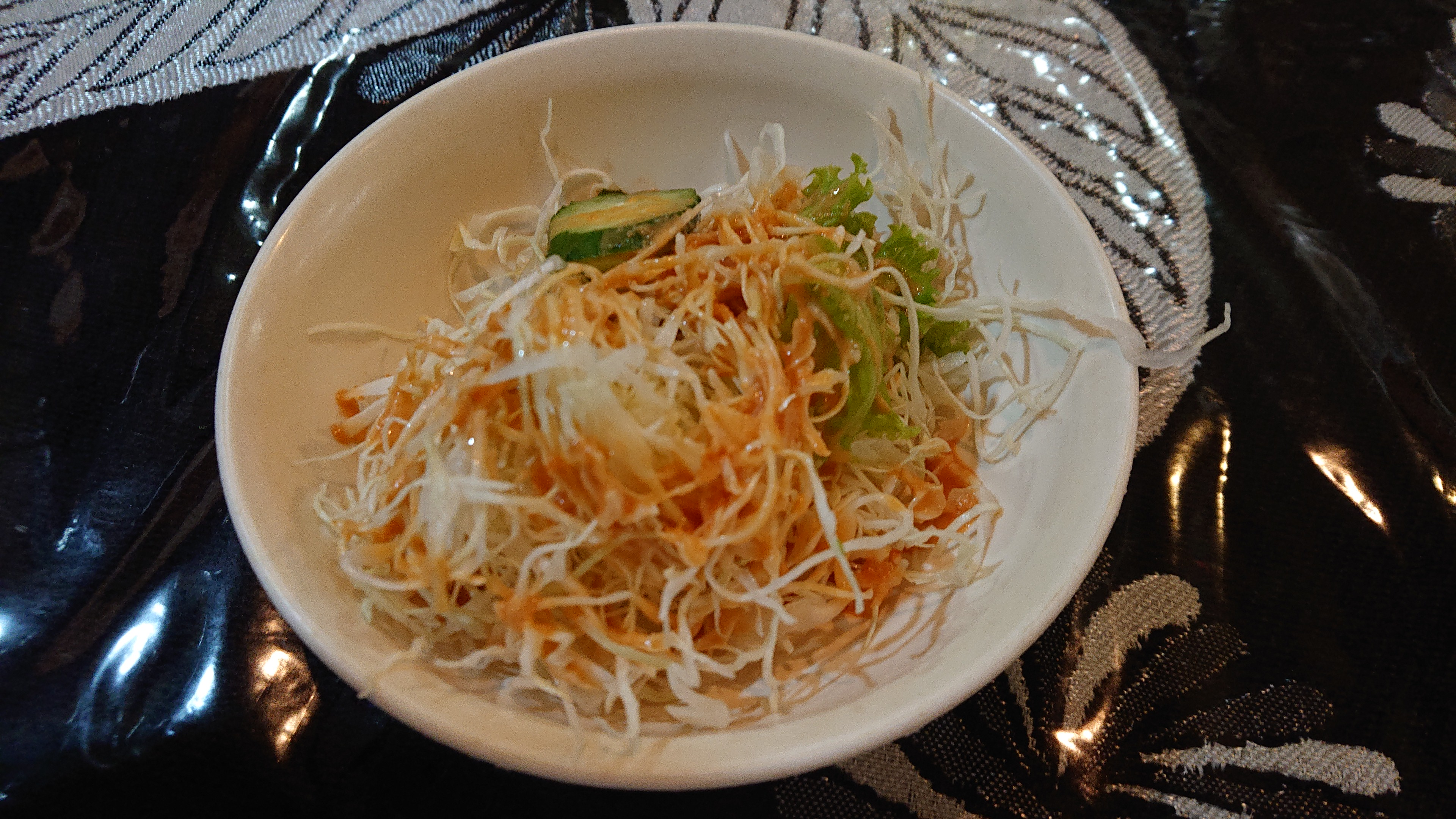
ドレッシング付きサラダ

メニューに以下がある。
- カレー
  - バターチキンカレー[17]、マトンカレー（英語版）[17]、サグカレーなどバリエーションがある。
  - カレーにナンやサラダが付く、お得なセットがある[18][10]。お子様セットやレディースセットがある店もある[19][20]。
- ナン
  - サイズが大きい[注釈 2][21][10][22]。
  - おかわり無料の店が多い[10][11]。
  - 通常のナン（プレーンナン）のほか、チーズナン[注釈 3][20]、はちみつナン[24]、あんこナン[25]、チョコナン[24]など変わり種がある。
- サラダ
  - 「インドカレー屋さんの謎ドレッシング[12]」とも呼ばれる、オレンジ色の手作りドレッシングがかかっている[12][26]。業務用ごまドレッシングなどの場合もある[27]。
- ライス
  - 日本米またはバスマティ米。ビリヤニ[28]やサフランライスがある場合もある。
- 一品料理
  - タンドリーチキン[29]、チキンティッカ、シークカバブ、サモサ、パコラ[30]など。
- ソフトドリンク
  - ラッシー[26]、チャイ[26]など。
- 酒
  - キングフィッシャー[31]などインドビール（英語版）やネパールビール（英語版）から、日本酒やホッピー[22][32]まで様々[注釈 4]。「インネパ飲み」という言葉もある[16][34]。

枝豆など日本の居酒屋料理や、タイ料理など他のアジア料理、チョウメンなどインド中華（ネパール中華）がある店もある。
ネパール料理がある店は少ない（理由後述）。あっても「モモ」など一品料理のみで、「ダルバート」は滅多に無い。

### 店員
- 「インド料理店」を名乗っていても、店員は大抵ネパール人である[43]。まれにインド人[44]・バングラデシュ人[44]・パキスタン人[45]・日本人[13]などの場合もある。
- 店員は男性が多く、故郷の家族に仕送りしている場合もあれば、家族も来日している場合もある[注釈 6][47]。
- 店員の日本語能力は、簡単な接客や行政手続きができる程度である[15]。まれに堪能な人もいる[15]。英語能力は高い人が多い[注釈 7]。
- 「ナンおかわり無料」の店では、店員が「ナンおかわりどうですか？」と客席まで聞きに来る[49][11]。カレーが辛すぎないかを聞きに来ることもある[11]。
- 店員の態度は良い意味で「ゆるい」「適当」「おおらか」であり、そのぶん客も気楽でいられるのがインネパの良さとも言われる[20]。

### 内装
- 店内にテレビがあり、歌に合わせて人々がダンスする映像[50]（主にインド映画のミュージカルシーンやMV）が流れている。
- 店主がネパール人の場合、店内にネパール国旗[51][43][52]、ブッダの絵[注釈 8][53]、ヒマラヤ山脈やスワヤンブナート寺院の写真[43]が飾られている。
- タンドール釜が厨房内にある[注釈 9]。
- 居抜き物件が多い[55]。

### その他
- 店頭や街角で、店員がチラシやクーポンを配っている[56]。
- 店名が似ている店が多い[注釈 10]。
- 同じ店名で多店舗展開している店もある[59]。同じ店名でも経営者は違う場合もある[59][57]。
- 立地は駅前、住宅街、オフィス街、デパートやショッピングモールのテナントなど、様々である[22][60][61][62][63]。
- 北は北海道、南は沖縄まである[64]。

## 背景・歴史

### ネパール人が多い理由
在日ネパール人の約3分の1が、インド料理店員とその家族とされる（2022年時点）。日本のインド料理店にネパール人が多い理由は複数あり、
1. ネパールは国内産業が乏しく、国外への出稼ぎが多い[注釈 12][69]。
2. 出稼ぎ先の定番に隣国インドの飲食業界があり[70][71][72]、また両国の文化的境界も曖昧であるため[73]、ネパール人がインド料理を作るのは自然だった。
3. 日本政府は2000年代、外国人労働者の受入れ政策として、飲食業者のビザを取りやすくしている[74]。
4. 渡日したネパール人が後続の渡日を促す、という連鎖（移民連鎖（英語版））がある[75][76]。

といった理由が挙げられる。
言い換えれば、「出稼ぎのため来日した」人が大半であり、「日本が好きだから来日した」という人はあまりいない。店が繁盛して日本に根付く人もいれば、軌道に乗らず日本をすぐ去る人もいる。
ネパールの中でもバグルン郡出身者が特に多いとされる。バグルン郡は出稼ぎ者自体が多く、グルカ兵の輩出地としても知られる。

### ネパール料理が少ない理由
インネパは「中国人がカリフォルニアロールを作るアメリカの寿司屋」あるいは「日本人の中華料理屋」に近いとも言われる。というのも、「バターチキンカレー」や「ナン」はネパール料理ではなく、またインド料理としても実は一般的でなく、北インド料理の一種に過ぎない。また大抵の店で、日本人の味覚に合わせた味付けがされている。

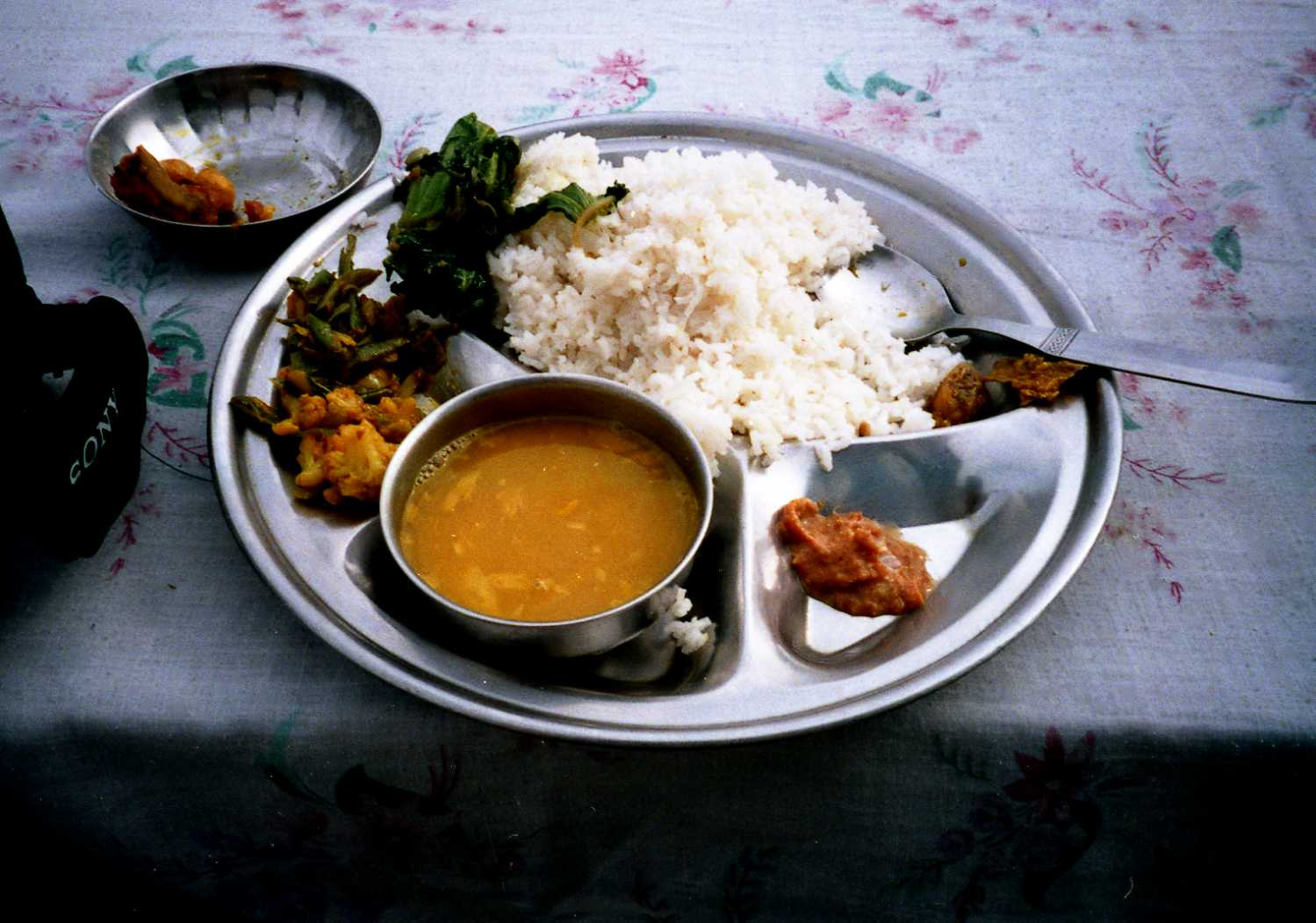
ダルバート

「ダルバート」などのネパール料理を出す店が少ない理由は、「日本では売れない」という固定観念を店主が抱いているため、また店主の大半が「ネパール文化を広める」よりも「家族を養う」ことを目的に来日しているため、とされる。それゆえネパール料理を出さず、堅実に売れる「カレーとナン」を出すとされる。ただし2020年代ごろから、ネパール料理を出すインネパが増えている、とも言われる。
ネパール料理メインの店は「インネパ」でなく「ガチネパ」「純ネパ」と呼ばれ、新大久保のネパール人街などにある。

### どの店も似ている理由
どの店もメニューや内装が似ていることから、共通のコンサルタントが存在すると思われがちだが、存在しない。どの店も似ている理由は「暖簾分け」と「繁盛店の模倣」にあるとされる。

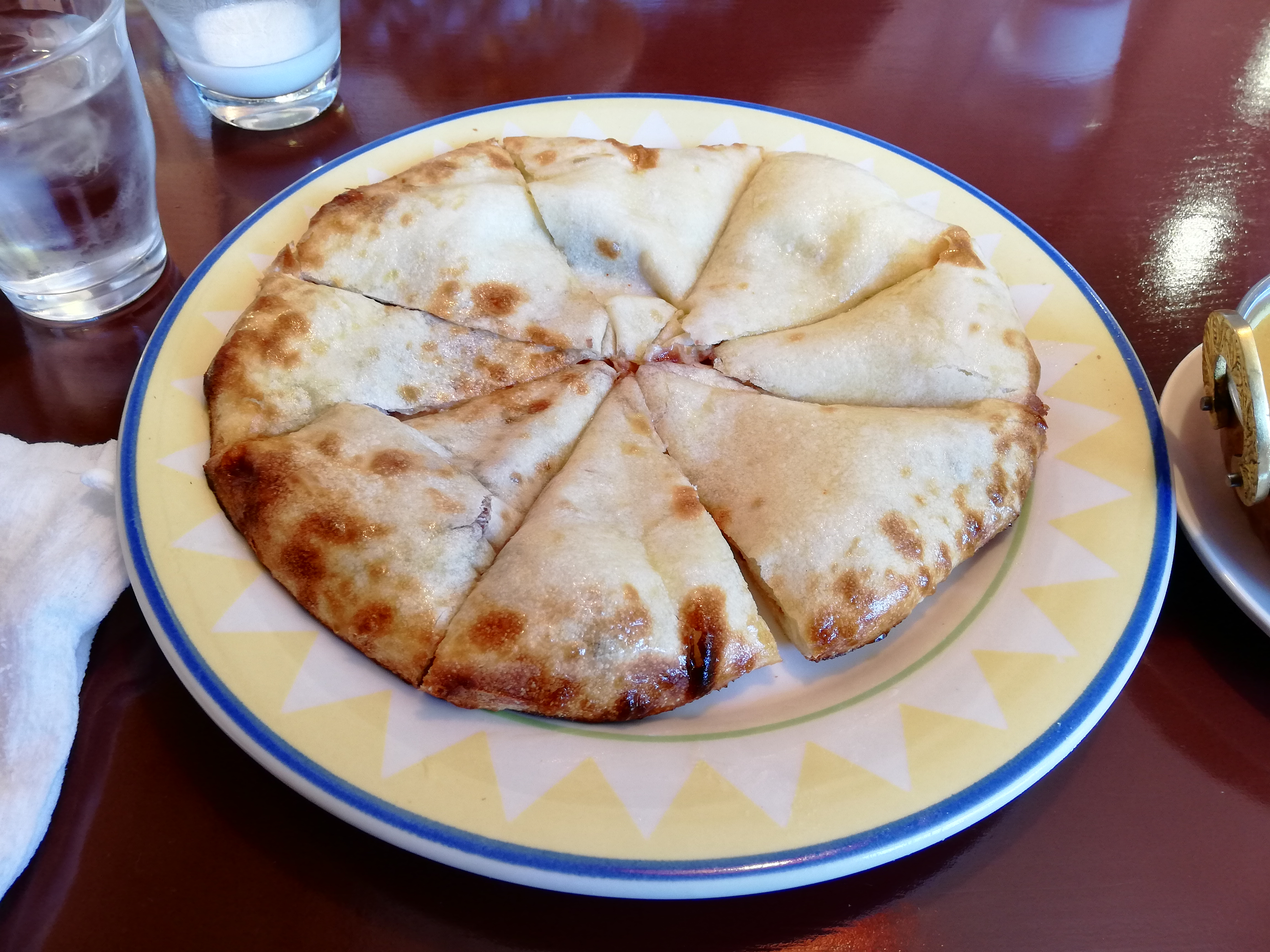
あんこナン

1990年代まで「カレーとナン」のインド料理店は、東京・愛知・福岡を中心に少数存在するのみだった。2000年代ごろから、ネパール人の来日が多くなると、既存のインド料理店で働いた後、その店や繁盛店の特徴を模倣して独立する、というのが次第にパターン化した。こうして似た店が急増した。（詳細は小林 2022a、室橋 2024参照。）
まれに模倣でない新要素が生まれる場合もあり、ナンの変わり種などは当初はそうした新要素だった。

### 展望と課題
2020年代ごろからは、ネパール料理を出すインネパや、元留学生、在日ネパール人2世の店員が増加している。一方で、コロナ禍・円安・ビザの厳格化などにより、店舗数は減少に向かっているとも言われる。
インネパの裏側には複数の問題もあり、
1. 過酷な労働やカルチャーショックにより、心身を患う店員が多いこと[23][114]
2. 経営者や人材ブローカーによる、従業員に対する搾取が横行していること[115][114][116]
3. 店員の妻子が日本社会で疲弊・孤立しがちなこと[117][118][119]

などが指摘されている。

## 影響
2005年、音楽CD『インドカレー屋のBGM』がビクターエンターテインメントから発売され、2020年までシリーズ化している。2006年にはDVD『インドカレー屋のテレビ』も発売しており、みうらじゅん・大槻ケンヂ・江戸木純のオーディオコメンタリーを収録している。
2020年、NHK福岡が福岡発地域ドラマ『となりのマサラ』を放映した。
2023年、家庭用ドレッシング『インドカレー屋さんの謎ドレッシング』が理研ビタミンから発売され、ヒット商品となりSNSでも反響を呼んだ。2025年、カップ麺『インドカレー屋さんの謎ドレッシング味まぜそば』が、理研ビタミンとエースコックのコラボ製品として発売された。